# کازوماسا هیرای (وزنه‌بردار)
کازوماسا هیرای (انگلیسی: Kazumasa Hirai؛ زادهٔ ۲۱ نوامبر ۱۹۴۹) وزنه‌بردار اهل ژاپن است.
وی در مسابقات کشوری و بین‌المللی در مجموع برندهٔ ۱ مدال برنز شده‌است.